# خوان لويس باريوس
خوان لويس باريوس (بالإسبانية: Juan Luis Barrios) هو منافس ألعاب قوى مكسيكي، ولد في 24 يونيو 1983 في مدينة مكسيكو في المكسيك.

## وصلات خارجية
- خوان لويس باريوس على موقع الاتحاد الدولي لألعاب القوى (الإنجليزية)
- خوان لويس باريوس على موقع الدوري الماسي (الإنجليزية)
- خوان لويس باريوس على موقع رابطة إحصائيات سباق الطريق (الإنجليزية)
- خوان لويس باريوس على موقع اللجنة الأولمبية الدولية (الإنجليزية)
- خوان لويس باريوس على موقع أوليمبيديا (الإنجليزية)